# 1108 Demeter
1108 Demeter là một tiểu hành tinh vành đai chính quay quanh Mặt Trời. Nó được phát hiện bởi Karl Reinmuth ở Heidelberg, Đức ngày 31 tháng 5 năm 1929. Tên ban đầu của nó là 1929 KA. Nó được đặt theo tên the Greek goddess of fruitful soil và agriculture.